# Dominikana na Mistrzostwach Świata w Lekkoatletyce 2013
Dominikana na Mistrzostwach Świata w Lekkoatletyce 2013 – reprezentacja Dominikany podczas mistrzostw świata w Moskwie liczyła 10 zawodników.

## Występy reprezentantów Dominikany

### Mężczyźni
| Konkurencja                | Zawodnik                                                     | Eliminacje | Eliminacje | Półfinał   | Półfinał | Finał      | Finał   |
| Konkurencja                | Zawodnik                                                     | Rezultat   | Pozycja    | Rezultat   | Pozycja  | Rezultat   | Pozycja |
| -------------------------- | ------------------------------------------------------------ | ---------- | ---------- | ---------- | -------- | ---------- | ------- |
| Bieg na 200 m              | Luguelín Santos                                              | 21,13      | 38.        | NQ         | NQ       | NQ         | NQ      |
| Bieg na 400 m              | Luguelín Santos                                              | 45,23      | 8. Q       | 44,83      | 5. Q     | 44,52 (SB) | brąz    |
| Bieg na 400 m              | Gustavo Cuesta                                               | 45,93      | 20. Q      | 45,93      | 20.      | NQ         | NQ      |
| Bieg na 400 m przez płotki | Félix Sánchez                                                | 49,20      | 3. Q       | 48,10 (SB) | 2. Q     | 48,22      | 5.      |
| Sztafeta 4 × 400 m         | Arismendy Peguero Gustavo Cuesta Yon Soriano Luguelín Santos | 3:03,61    | 14.        | —          | —        | NQ         | NQ      |

### Kobiety
| Konkurencja                | Zawodniczka                                                  | Eliminacje | Eliminacje | Półfinał | Półfinał | Finał    | Finał   |
| Konkurencja                | Zawodniczka                                                  | Rezultat   | Pozycja    | Rezultat | Pozycja  | Rezultat | Pozycja |
| -------------------------- | ------------------------------------------------------------ | ---------- | ---------- | -------- | -------- | -------- | ------- |
| Bieg na 100 m              | Mariely Sánchez                                              | 11,41      | 23. q      | 11,41    | 20.      | NQ       | NQ      |
| Bieg na 200 m              | Mariely Sánchez                                              | 23,05      | 19. q      | 23,05    | 15.      | NQ       | NQ      |
| Bieg na 100 m przez płotki | Lavonne Idlette                                              | 13,06      | 13. Q      | 12,91    | 11.      | NQ       | NQ      |
| Sztafeta 4 × 100 m         | Mariely Sánchez Fany Chalas Marleny Mejía Margarita Manzueta | 43,28 (NR) | 14.        | —        | —        | NQ       | NQ      |